# Антакија
Антакија (тур. Antakya) је град у Турској у вилајету Хатај. Налази се на 30 km од Средоземног мора на левој обали реке Оронто, близу границе са Сиријом. Према процени из 2009. у граду је живело 190.377 становника.

## Други називи
Због постојања већег броја градова под именом Антиохија у антици и средњем веку овај град се често називао и:
- Велика Антиохија
- Сиријска Антиохија

## Егзегетска школа
Град је чувен по егзегетској Антиохијској школи која показује ход Цркве у Сирији и Палестини, наглашавајући историјски или буквални смисао текста Светога писма, не одбацујући духовни смисао, који преовлађиваше у хелинистичкој александријској средини.
Познати представници су:
- Дидор Тарсијски (око 300—390.)
- Теодор Мопсуестијски (око 350—428.)
- Теодорет Кирски (око 393—466.)
- Јован Златоусти (349—407)

У домену Христологије, Антиохијска школа постала је позната по споровима које су изазвали списи Кирила Александријског. Начелно, антиохијски богослови нагињали су одвајању човечанске од божанске природе, тј. доказивању независне људске природе, што је охрабрило несторијанство.

## Историја
Град Антиохију основао је Селеук I Никатор оснивач династије Селеукида (305/04 - 281. п. н. е.), око 300. п. н. е.(садашњи назив је Антакиа).
64. п. н. е. Антиохија, као и цела Сирија, улазе у састав Римског царства. Од 27. п. н. е., Сирија постаје римска провинција са центром у граду Антиохија.
Антиохија се помиње у Новом завету везано за догађај избора седморице ђакона (Дел. ап. 6), од којих је један Никола из Антиохије. Бежећи од прогона, хришћани су проповедали Јеванђеље Јеврејима (Дел. ап. 9, 19), али су у Антиохији обраћеници у хришћанство међу домороцима Кипра, проповедали међу Грцима, и „... велики број их поверова и обрати се Господу“ (Дел. ап. 11, 20 - 22). У њему је међу првим хришћанским заједницама настала и Антиохијска црква 37. године. Њен први епископ био је свети Апостол Петар (45. - 53.), који је овде боравио заједно са апостолима Варнавом и Павлом. Наследник апостола Петра у Антиохији био је свети Евод (53. - 68.), а након њега свети мученик Игњатије Антиохијски (68. - 107.).
Током III и IV века у Антиохији је одржано више црквених сабора, од којих је најзначајнији Антиохијски сабор 341. године.
Године 638. Антиохију су освојили Арапи. Уведени су намети у виду харача и ђизије, забрањена је мисионарска активност. Многе цркве су конфисковане и претворене у џамије. Број хришћана у Сирији под арапским ропством се драстично смањивао све до краја XI века.
Године 750. династију Омаида смењује династија Абасида. Калифат Абасида 30-их година X века почиње да се распада и дели на мање независне државе-емирате. Византија, након тога, осваја острво Кипар и Крит, Киликију и Северну Сирију. 969. године византијска војска осваја и град Антиохију. Границе калифата и Византијског царства померају се на територију Сирије, тако да се на овом подручју мешају византијски и арапски утицаји у култури.
У време цара Нићифора II Фоке 1078. град освајају Јермени, а 1084. године поново Турци Селџуци, који су га држали 14 година до доласка крсташке војске. Крсташи 1098. године на територији Сирије оснивају грофовију Едесу. Исте године крсташи освајају Антиохију, која долази под власт једног од вођа Првог крсташког рата Боемонда Тарентског.
Под крсташком влашћу град остаје скоро 200 година, све до 1268. године, када га освајају Мемелуци, Мамелучки султан Египта Бајбарс. Услед ратних разарања и онеспособљења пристаништа да прими веће бродове, град никада није повратио своју ранију важност.
У XV веку Антиохију осваја отоманска војска и она постаје део Отоманског царства.Под њиховом контролом је остала до Првог светског рата када је предат Сирији.
Године 1822, и поново 1872. године Антиохију је погодио земљотрес и у великој мери је разорен.
Године 1939. постао је део Републике Турске.

## Становништво
Према процени, у граду је 2009. живело 190.377 становника.
| 1990.   | 2000.   |
| ------- | ------- |
| 123.871 | 144.910 |

## Партнерски градови
- Ален
- Кил